# Elaphrodes nephocrossa
Elaphrodes nephocrossa är en fjärilsart som beskrevs av Bethune-Baker 1909. Elaphrodes nephocrossa ingår i släktet Elaphrodes och familjen tandspinnare. Inga underarter finns listade i Catalogue of Life.